# Десурвир, Эммануэль
Эммануэль Десурвир (фр. Emmanuel Benoit Desurvire; род. 5 июня 1955 года, Булонь-Бийанкур, Франция) — французский физик, известный своими пионерскими работами в области оптоэлектроники и фотоники.

## Карьера
Получил степень бакалавра в 1974 году, степень магистра в 1981 году. Получил степень доктора философии в 1983 году в Университете Ниццы — Софии Антиполис. После защиты диссертации работал в США, где в 1986 году в Лаборатории Белла разработал раннюю версию EDFA. С 1994 года работал в Alcatel . Наиболее известен как один из разработчиков EDFA .

## Награды
- Медаль Бенджамина Франклина (1998)
- Премия Джона Тиндаля[англ.] (2007)
- Премия Технология тысячелетия (2008)